# レーベレヒト・マース

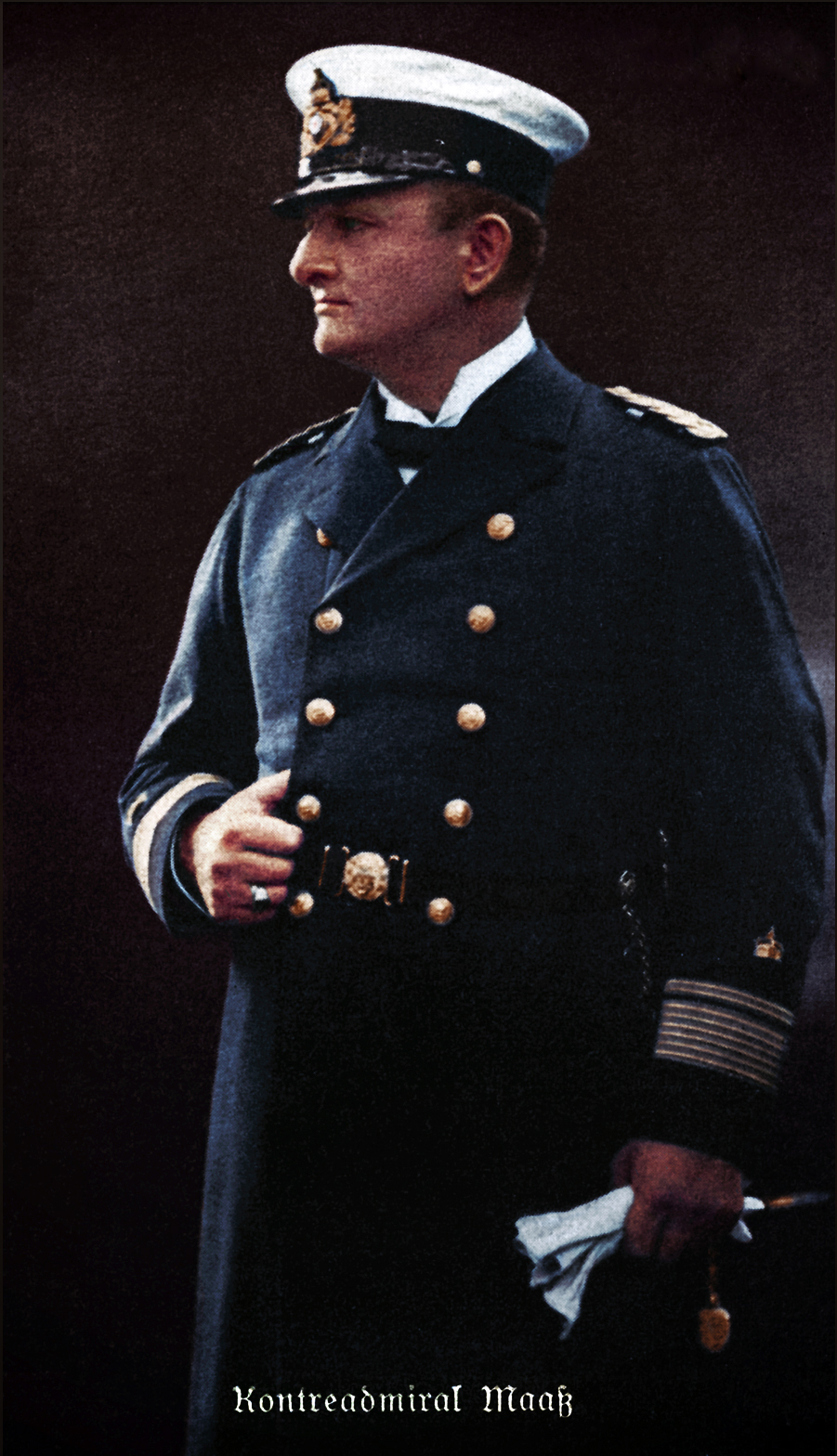
レーベレヒト・マース

レーベレヒト・マース（ドイツ語: Leberecht Maaß、（1863年11月24日 - 1914年8月28日）は、ドイツの海軍軍人。最終階級は海軍少将（ドイツ帝国海軍）。プロイセン王国・ポンメルンのコルケンハーゲン（現：ポーランド・西ポモージェ県ブジェショフツェ）生まれ。
1914年8月28日のヘルゴラント沖海戦において、ドイツ艦隊を指揮した。彼は旗艦としていた小型巡洋艦、「ケルン」がデヴィッド・ビーティー中将率いる巡洋戦艦部隊に撃沈された時、艦と運命を共にした。

## 軍歴
1883年、ドイツ帝国海軍に入隊した。1893年から1895年まで魚雷艇の艇長として勤務し、1898年から1901年の間は戦隊司令、1903年から1906年まで水雷課長（Abteilungskommandeur in der Torpedowaffe）を務める。1906年10月から1908年3月までは、海軍学校の校長であった。1908年3月7日、大佐に昇進する。その後、1908年4月から1909年3月まで大型巡洋艦「フライア (de:SMS Freya (1897)) 」、1909年3月から1910年6月まで大型巡洋艦「シャルンホルスト」、そして1910年8月から9月まで戦艦「ヴァイセンブルク (SMS Weißenburg) 」の艦長を務めている。
1910年10月、マースは第2工廠師団（II. Werftdivision）司令に任じられ、1913年9月まで同職にあった。1913年9月から1914年2月まで、彼は偵察艦隊の第3席提督として、小型巡洋艦「ケルン」に勤務する。その間の1913年12月9日、少将に昇進した。また1914年3月1日付で偵察艦隊の次席提督となるが、その職務は特に変わらなかった。

### 第一次世界大戦
第一次世界大戦が勃発すると、マースは魚雷艇戦隊主席司令（ I. Führer der Torpedobootsstreitkräfte）の称号を授かり、同時に第2偵察群（II. Aufklärungsgruppe）の司令官となった。彼の旗艦、「ケルン」は8月1日から8月7日までシリヒ (Schillig) 泊地に停泊し、8月12日および8月15日に北海へ出撃している。

### ヘルゴラント沖海戦
マースはヘルゴラント沖海戦で戦没した。
イギリス海軍の、いわゆる「ハリッジ部隊」はレジナルド・ティリット (Reginald Tyrwhitt) 代将の指揮の下、軽巡洋艦「アリシューザ」、「フィアレス (HMS Fearless (1912)) 」および駆逐艦31隻を擁して8月28日の早朝、ヘルゴラント島付近のドイツ海軍部隊を襲撃し、魚雷艇「SMS V187」を撃沈した。ビーティー中将は主力の巡洋戦艦「ニュージーランド」、「インヴィンシブル」および小型の巡洋艦3隻を率い、およそ25海里北方からハリッジ部隊を警護していた。ティリット代将の英国艦隊を迎撃するため、まず小型巡洋艦「フラウエンロープ (SMS Frauenlob) 」および「シュテッティン (SMS Stettin) 」が到着し、間もなく「ケルン」座乗のマース少将指揮下の小型巡洋艦4隻も合流した。
ティリット代将の巡洋艦隊はすぐに窮地に陥り、「アリシューザ」は砲撃で甚大な損傷を被った。しかし12時40分、ティリット代将から救援要請を受けたビーティー中将の巡洋戦艦部隊が到着し、戦況は英国側優勢となった。抵抗を試みる3隻の小型巡洋艦、「マインツ (SMS Mainz) 」、「ケルン」および「アリアドネ (SMS Ariadne) 」を撃沈した。

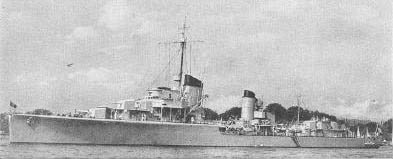
Z1 「レーベレヒト・マース」

## 顕彰
- 第3級赤鷲勲章 (Order of the Red Eagle) 、綬および王冠付き[1]。
- 第2級王冠勲章 (Order of the Crown (Prussia)) [1]。
- プロイセン勲功十字章 (de:Preußisches Dienstauszeichnungskreuz) [1]。
- イタリア王冠勲章 (Order of the Crown of Italy) の騎士章[1]。
- 聖オーラヴ勲章の第1級騎士章[1]。
- 剣勲章 (Order of the Sword) のうち第2級コマンダー章[1]。
- 第2級オスマニエ勲章 (Order of Osmanieh) [1]。

## 没後の顕彰
ドイツ海軍はマースを顕彰し、駆逐艦「Z1」を「レーベレヒト・マース」と命名している。

## 個別の典拠
1. 1 2 3 4 5 6 7  Rangliste der Kaiserlich Deutschen Marine, Hrsg.: Marinekabinett, Mittler & Sohn, Berlin 1914, P. 109